# Paectes acutangula
Paectes acutangula là một loài bướm đêm trong họ Noctuidae.